# Honda Crossrunner
La Honda Crossrunner è una motocicletta Honda, la cui prima presentazione risale all'EICMA del 2010 e la cui produzione da parte dalla casa motociclistica giapponese è iniziata nel 2011 con le prime consegne all'inizio dell'estate.

## Il contesto
Honda ha commissionato lo sviluppo di questo modello ad un team di designer europeo presso il centro di ricerca e sviluppo di Roma con il compito di rispondere alle richieste di mercato per una moto potente e versatile, adatta anche a lunghi viaggi. Lo sviluppo ha contemplato anche numerose sessioni di test in galleria del vento per ottimizzarne le forme e garantire la stabilità in condizioni diverse.
La base meccanica su cui è stato sviluppato il modello è la stessa della Honda VFR con un propulsore a 4 tempi quadricilindrico in configurazione a V dotato di iniezione elettronica e raffreddato a liquido; la cilindrata è di 782 cm³ e la potenza dichiarata è di 74,9 kW.
Il telaio è a doppio trave in alluminio mentre l'impianto di sospensioni presenta anteriormente una forcella con steli da 43 mm e posteriormente un monoammortizzatore; l'impianto frenante è composto da una coppia di freni a disco da 296 mm all'anteriore e da un disco singolo da 256 mm ed è dotato di ABS e frenata integrale.
Esteticamente presenta una carenatura anteriore semi-integrale con una protuberanza anteriore a becco simile a quelle già presenti anche su modelli BMW e Ducati per offrire una protezione aerodinamica nei viaggi; è prevista anche la possibilità dell'installazione di motovalige e bauletto posteriore.
Per quanto esteticamente si presenti con una impostazione piuttosto alta che richiama le motociclette da enduro, le prime prove hanno però denotato una sua maggiore predilezione per gli usi non in fuoristrada.
L'impostazione di guida è quasi analoga a quella di un'enduro, a partire dal manubrio alto ma completamente carenato, con un aspetto che ricorda il trend dei moderni scooter; la strumentazione si trova molto in alto, ed ha la possibilità di essere regolata per conferirle una migliore visibilità.
Il passeggero siede un poco più in alto del conducente ma, analogamente alla Vtec, ha comunque le maniglie per aggrapparsi ben a portata di mano e le pedane posizionate abbastanza in basso, posizione che comunque concede un discreto comfort a chi siede dietro.
Il motore è lo stesso della VFR VTEC serie 2006-2009, lievemente depotenziato, circa 5 CV in meno (dati ufficiali), ma con un rialzo della coppia massima: circa 500 giri in meno del regime di potenza massima, fissato a 10000 rpm.
Anche la trasmissione è identica a quella della Vtec, della quale mantiene gli stessi rapporti, mentre la velocità massima si attesta sui 215 kmh, in virtù della limitazione dei giri in 4ª, 5ª e 6ª marcia. km/h. Analoghe a quelle della VTEC sono le sospensioni, sempre di impostazione sportiva, per cui tarate sul "rigido", l'escursione, che inizialmente sembrava maggiorata, rimane tuttavia la stessa, seppure non sia stata usata una forcella upside-down regolabile, forse in un'ottica di contenimento dei costi, ma le quote ciclistiche lievemente maggiori, regalano superiore agilità nel misto e maggiore facilità di guida rispetto al modello precedente,  anche l'adozione delle piastre di sterzo sono identiche a quelle della VFR VTEC.
Lo scarico invece è basso, e questo fa sì da poter montare delle borse laterali senza preoccuparsi di poggiarle sul codino che, sulla VFR VTEC, incorporava i terminali, quindi con il rischio che, se non posizionate bene, rischiavano di bruciarsi.
Diverso è anche l'alternatore, storicamente il punto debole delle VFR, identiche invece le lampade del singolo faro anteriore, coppia di H7 sovrapposte, invece delle due separate del VFR.